# Daniel Fuchs
Daniel Fuchs (25. juni 1909 - 26. juli 1993) var en amerikansk manuskriptforfatter og skønlitterær forfatter.

## Filmografi
Som manuskriptforfatter (udvalg):
- 1957 - September intermezzo
- 1955 - Gift med en gangster
- 1949 - Døden giver ikke rabat
- 1944 - Between Two Worlds